# Jiří Pavlenka
Jiří Pavlenka (sinh ngày 14 tháng 4 năm 1992) là một cầu thủ bóng đá chuyên nghiệp người Séc hiện đang chơi ở vị trí thủ môn cho Werder Bremen và đội tuyển quốc gia Cộng hòa Séc.

## Sự nghiệp câu lạc bộ

### Slavia Prague
Jiří Pavlenka đã gia nhập Slavia Prague từ Baník Ostrava vào tháng 1 năm 2016 với phí chuyển nhượng là 380.000 euro. Anh đã giành chức vô địch giải đấu với Slavia Prague trong mùa giải Czech First League 2016–17.

### Werder Bremen
Vào tháng 6 năm 2017, Jiří Pavlenka đã gia nhập Werder Bremen với hợp đồng ba năm, có thể gia hạn thêm một năm. Phí chuyển nhượng ước tính là 3 triệu euro.
Vào tháng 8 năm 2018, sau mùa giải ra mắt ấn tượng tại Bundesliga, Pavlenka đã đồng ý gia hạn hợp đồng với câu lạc bộ.

## Sự nghiệp quốc tế
Jiří Pavlenka đã chơi bóng đá quốc tế ở cấp độ U21 cho quê hương của mình.
Anh có lần được triệu tập đầu tiên vào đội tuyển quốc gia Cộng hòa Séc cho trận giao hữu gặp Slovakia vào tháng 3 năm 2015. Anh ra mắt đội tuyển quốc gia vào ngày 15 tháng 11 năm 2016 trong trận giao hữu gặp Đan Mạch.

## Thống kê sự nghiệp

### Câu lạc bộ
Tính đến trận đấu diễn ra ngày 27 tháng 5 năm 2023
| Câu lạc bộ     | Mùa giải       | Giải đấu quốc gia  | Giải đấu quốc gia | Giải đấu quốc gia | Cúp      | Cúp       | Cúp châu lục | Cúp châu lục | Khác     | Khác      | Tổng     | Tổng      | Ref.  |
| Câu lạc bộ     | Mùa giải       | Phân hạng          | Trận đấu          | Bàn thắng         | Trận đấu | Bàn thắng | Trận đấu     | Bàn thắng    | Trận đấu | Bàn thắng | Trận đấu | Bàn thắng | Ref.  |
| -------------- | -------------- | ------------------ | ----------------- | ----------------- | -------- | --------- | ------------ | ------------ | -------- | --------- | -------- | --------- | ----- |
| Baník Ostrava  | 2012–13        | Czech First League | 1                 | 0                 | 0        | 0         | 0            | 0            | —        | —         | 1        | 0         | [ 8 ] |
| Baník Ostrava  | 2013–14        | Czech First League | 20                | 0                 | 0        | 0         | 0            | 0            | —        | —         | 20       | 0         | [ 8 ] |
| Baník Ostrava  | 2014–15        | Czech First League | 30                | 0                 | 0        | 0         | 0            | 0            | —        | —         | 30       | 0         | [ 8 ] |
| Baník Ostrava  | 2015–16        | Czech First League | 16                | 0                 | 0        | 0         | 0            | 0            | —        | —         | 16       | 0         | [ 8 ] |
| Baník Ostrava  | Total          | Total              | 67                | 0                 | 0        | 0         | 0            | 0            | 0        | 0         | 67       | 0         | –     |
| Slavia Prague  | 2015–16        | Czech First League | 8                 | 0                 | 0        | 0         | 0            | 0            | —        | —         | 8        | 0         | [ 8 ] |
| Slavia Prague  | 2016–17        | Czech First League | 28                | 0                 | 1        | 0         | 4            | 0            | —        | —         | 33       | 0         | [ 8 ] |
| Slavia Prague  | Tổng           | Tổng               | 36                | 0                 | 1        | 0         | 4            | 0            | 0        | 0         | 41       | 0         | –     |
| Werder Bremen  | 2017–18        | Bundesliga         | 34                | 0                 | 4        | 0         | —            | —            | —        | —         | 38       | 0         | [ 9 ] |
| Werder Bremen  | 2018–19        | Bundesliga         | 34                | 0                 | 5        | 0         | —            | —            | —        | —         | 39       | 0         | [ 9 ] |
| Werder Bremen  | 2019–20        | Bundesliga         | 33                | 0                 | 4        | 0         | —            | —            | 2        | 0         | 39       | 0         | [ 9 ] |
| Werder Bremen  | 2020–21        | Bundesliga         | 34                | 0                 | 5        | 0         | —            | —            | –        | –         | 39       | 0         | [ 9 ] |
| Werder Bremen  | 2021–22        | 2. Bundesliga      | 23                | 0                 | 0        | 0         | —            | —            | –        | –         | 23       | 0         | [ 9 ] |
| Werder Bremen  | 2022–23        | Bundesliga         | 33                | 0                 | 2        | 0         | —            | —            | –        | –         | 35       | 0         | [ 9 ] |
| Werder Bremen  | Tổng           | Tổng               | 191               | 0                 | 20       | 0         | 0            | 0            | 2        | 0         | 213      | 0         | –     |
| Tổng sự nghiệp | Tổng sự nghiệp | Tổng sự nghiệp     | 294               | 0                 | 21       | 0         | 4            | 0            | 2        | 0         | 321      | 0         | –     |

1. ↑  Ra sân ở trận play-off trụ hạng Bundesliga

### Quốc tế
Tính đến match played 17 June 2023
| Đội tuyển quốc gia | Năm  | Trận đấu | Bàn thắng |
| ------------------ | ---- | -------- | --------- |
| Cộng hòa Séc       | 2016 | 1        | 0         |
| Cộng hòa Séc       | 2017 | 3        | 0         |
| Cộng hòa Séc       | 2018 | 4        | 0         |
| Cộng hòa Séc       | 2019 | 3        | 0         |
| Cộng hòa Séc       | 2020 | 1        | 0         |
| Cộng hòa Séc       | 2021 | 2        | 0         |
| Cộng hòa Séc       | 2022 | 2        | 0         |
| Cộng hòa Séc       | 2023 | 3        | 0         |
| Tổng               | Tổng | 19       | 0         |

## Thành tích
Slavia Prague
- Czech First League: 2016–17

Cộng hòa Séc
- China Cup bronze: 2018[11]